# Noshiro
Noshiro (能代市, Noshiro-shi) är en japansk stad i prefekturen Akita på den norra delen av ön Honshu. Staden är belägen vid Yoneshiroflodens utflöde i Japanska havet. Noshiro fick stadsrättigheter 1 oktober 1940, och staden utökades den 21 mars 2006 då kommunen Futatsui slogs samman med staden.